# Gran Premio del Belgio 2012
Il Gran Premio del Belgio 2012 è stata la dodicesima prova della stagione 2012 del campionato mondiale di Formula 1. Si è corso domenica 2 settembre 2012 sul Circuito di Spa-Francorchamps. La gara è stata vinta dal britannico Jenson Button su McLaren-Mercedes, al suo quattordicesimo successo nel mondiale. Button ha preceduto sul traguardo il tedesco Sebastian Vettel su Red Bull-Renault e il finlandese Kimi Räikkönen su Lotus-Renault.

## Vigilia

### Sviluppi futuri
La Marussia annuncia che dal 2013 utilizzerà il KERS progettato dalla Williams.

### Aspetti tecnici
La Pirelli, fornitore unico degli pneumatici, annuncia per questo gran premio l'uso di coperture hard e medie.
Il punto per la determinazione del distacco tra vetture, per consentire di azionare il DRS in gara, è posto dopo alla curva Source, mentre il dispositivo potrà essere azionato sul rettilineo del Kemmel. Viene vietato il suo utilizzo invece nella zona dell'Eau Rouge-Raidillon.
Anche la Mercedes testa sulla propria vettura il "doppio" DRS, così come già provato dalla Lotus. Il meccanismo prevede che il flusso d'aria venga scaricato sotto il profilo principale dell'ala anteriore.

### Aspetti sportivi
La FIA indica l'ex pilota cileno di Formula 1 Eliseo Salazar quale commissario aggiunto per il gran premio.
Lo spagnolo Dani Clos prende il posto di Narain Karthikeyan all'HRT, nella prima sessione del venerdì.
Mark Webber, della Red Bull, viene penalizzato di cinque posizioni sulla griglia per aver sostituito il cambio.
Michael Schumacher, in occasione del suo trecentesimo Gran Premio in F1, indossa un casco celebrativo. Il tedesco non ha preso parte solo al Gran Premio di Francia 1996, in cui, pur partendo dalla Pole position, si ritirò prima del via. È il secondo pilota a raggiungere questo traguardo dopo Rubens Barrichello.

## Prove

### Resoconto
La prima giornata di prove è caratterizzata dalla pioggia. Nella prima sessione i piloti hanno preferito attendere la mezz'ora finale per scendere in pista. Il tempo migliore è di Kamui Kobayashi su Sauber. Vari sono stati gli errori commessi dai piloti a causa delle non perfette condizioni del tracciato. Felipe Massa ha registrato un problema al motore verso il termine della sessione.
La sessione del pomeriggio è stata penalizzata ancora più pesantemente dalle pessime condizioni meteorologiche, tanto che ben sei piloti non fanno segnare tempi e il più presente, Nico Hülkenberg si limita a soli 5 giri. Il tempo più basso è fatto dal francese Charles Pic su Marussia, ottenuto solo con la bandiera a scacchi già abbassata.
La sessione del sabato è svolta con pista asciutta. Bruno Senna è stato il primo a far segnare un tempo significativo, poi battuto da Fernando Alonso. Successivamente il tempo dell'iberico è stato battuto dalle Sauber, a loro volta precedute da Romain Grosjean su Lotus e da Mark Webber. Nell'ultimo tentativo Fernando Alonso si è ripreso la vetta della classifica, seguito da Kimi Räikkönen. Nico Rosberg invece ha scontato dei problemi tecnici sulla sua vettura, che non gli hanno consentito di effettuare più di 5 giri. Tali problemi tecnici hanno costretto alla sostituzione anticipata del cambio, che è costata al pilota una penalità di 5 posizioni in griglia di partenza.

### Risultati
Nella prima sessione del venerdì si è avuta questa situazione:
| Pos | Nº | Pilota           | Costruttore      | Tempo    | Gap    | Giri |
| --- | -- | ---------------- | ---------------- | -------- | ------ | ---- |
| 1   | 14 | Kamui Kobayashi  | Sauber-Ferrari   | 2'11"389 |        | 20   |
| 2   | 18 | Pastor Maldonado | Williams-Renault | 2'11"941 | +0"552 | 14   |
| 3   | 16 | Daniel Ricciardo | STR-Ferrari      | 2'12"004 | +0"615 | 12   |

Nella seconda sessione del venerdì si è avuta questa situazione:
| Pos | Nº | Pilota           | Costruttore       | Tempo    | Gap    | Giri |
| --- | -- | ---------------- | ----------------- | -------- | ------ | ---- |
| 1   | 25 | Charles Pic      | Marussia-Cosworth | 2'49"354 |        | 4    |
| 2   | 16 | Daniel Ricciardo | STR-Ferrari       | 2'49"750 | +0"396 | 3    |
| 3   | 5  | Fernando Alonso  | Ferrari           | 2'50"497 | +1"143 | 3    |

Nella sessione del sabato si è avuta questa situazione:
| Pos | Nº | Pilota          | Costruttore    | Tempo    | Gap    | Giri |
| --- | -- | --------------- | -------------- | -------- | ------ | ---- |
| 1   | 5  | Fernando Alonso | Ferrari        | 1'48"542 |        | 18   |
| 2   | 9  | Kimi Räikkönen  | Lotus-Renault  | 1'48"683 | +0"141 | 21   |
| 3   | 15 | Sergio Pérez    | Sauber-Ferrari | 1'48"850 | +0"308 | 23   |

## Qualifiche

### Resoconto
Le qualifiche si disputano su pista asciutta. Nella prima fase il miglior tempo è di Pastor Maldonado su Williams. Tra gli eliminati, oltre ai sei piloti di Caterham, Marussia e HRT vi è Nico Rosberg che viene scavalcato proprio negli ultimi istanti della sessione.
Anche la Q2 è molto combattuta. Tra gli eliminati c'è anche il campione del mondo in carica Sebastian Vettel, assieme a le due Toro Rosso, Nico Hülkenberg, Michael Schumacher, Felipe Massa e Bruno Senna.
Nella fase decisiva, dopo il primo tentativo si trova in testa Jenson Button, che non viene scavalcato nell'ultima fase e conquista così la sua prima pole da quando corre con la McLaren, l'ottava ed ultima nel mondiale. In prima fila c'è Kamui Kobayashi: per il nipponico è il miglior risultato in carriera in prova, nonché primo giapponese ad ottenere questo risultato dal Gran Premio d'Europa 2004, all'epoca da Takuma Satō. Per la Sauber è la prima qualificazione in prima fila dal Gran Premio del Canada 2008, ottenuta da Robert Kubica (quando si chiamava ancora BMW Sauber).

### Risultati
Nella sessione di qualifica si è avuta questa situazione:
| Pos                         | Nº | Pilota             | Costruttore             | Q1       | Q2       | Q3       | Griglia |
| --------------------------- | -- | ------------------ | ----------------------- | -------- | -------- | -------- | ------- |
| 1                           | 3  | Jenson Button      | McLaren-Mercedes        | 1'49"250 | 1'47"654 | 1'47"573 | 1       |
| 2                           | 14 | Kamui Kobayashi    | Sauber-Ferrari          | 1'49"686 | 1'48"569 | 1'47"871 | 2       |
| 3                           | 18 | Pastor Maldonado   | Williams-Renault        | 1'48"993 | 1'48"780 | 1'47"893 | 6       |
| 4                           | 9  | Kimi Räikkönen     | Lotus-Renault           | 1'49"546 | 1'48"414 | 1'48"205 | 3       |
| 5                           | 15 | Sergio Pérez       | Sauber-Ferrari          | 1'49"642 | 1'47"980 | 1'48"219 | 4       |
| 6                           | 5  | Fernando Alonso    | Ferrari                 | 1'49"401 | 1'48"598 | 1'48"313 | 5       |
| 7                           | 2  | Mark Webber        | Red Bull Racing-Renault | 1'49"859 | 1'48"546 | 1'48"392 | 12      |
| 8                           | 4  | Lewis Hamilton     | McLaren-Mercedes        | 1'49"605 | 1'48"563 | 1'48"394 | 7       |
| 9                           | 10 | Romain Grosjean    | Lotus-Renault           | 1'50"126 | 1'48"714 | 1'48"538 | 8       |
| 10                          | 11 | Paul di Resta      | Force India-Mercedes    | 1'50"033 | 1'48"729 | 1'48"890 | 9       |
| 11                          | 1  | Sebastian Vettel   | Red Bull Racing-Renault | 1'49"722 | 1'48"792 | N.D.     | 10      |
| 12                          | 12 | Nico Hülkenberg    | Force India-Mercedes    | 1'49"362 | 1'48"855 | N.D.     | 11      |
| 13                          | 7  | Michael Schumacher | Mercedes                | 1'49"742 | 1'49"081 | N.D.     | 13      |
| 14                          | 6  | Felipe Massa       | Ferrari                 | 1'49"588 | 1'49"147 | N.D.     | 14      |
| 15                          | 17 | Jean-Éric Vergne   | STR-Ferrari             | 1'49"763 | 1'49"354 | N.D.     | 15      |
| 16                          | 16 | Daniel Ricciardo   | STR-Ferrari             | 1'49"572 | 1'49"543 | N.D.     | 16      |
| 17                          | 19 | Bruno Senna        | Williams-Renault        | 1'49"958 | 1'50"088 | N.D.     | 17      |
| 18                          | 8  | Nico Rosberg       | Mercedes                | 1'50"181 | N.D.     | N.D.     | 23      |
| 19                          | 20 | Heikki Kovalainen  | Caterham-Renault        | 1'51"739 | N.D.     | N.D.     | 18      |
| 20                          | 21 | Vitalij Petrov     | Caterham-Renault        | 1'51"967 | N.D.     | N.D.     | 19      |
| 21                          | 24 | Timo Glock         | Marussia-Cosworth       | 1'52"336 | N.D.     | N.D.     | 20      |
| 22                          | 22 | Pedro de la Rosa   | HRT-Cosworth            | 1'53"030 | N.D.     | N.D.     | 21      |
| 23                          | 25 | Charles Pic        | Marussia-Cosworth       | 1'53"493 | N.D.     | N.D.     | 22      |
| 24                          | 23 | Narain Karthikeyan | HRT-Cosworth            | 1'54"989 | N.D.     | N.D.     | 24      |
| Tempo limite 107%: 1'56"622 |    |                    |                         |          |          |          |         |

Con i tempi in grassetto sono visualizzate le migliori prestazioni in Q1, Q2 e Q3.

## Gara

### Resoconto
Al via Pastor Maldonado parte con evidente anticipo e poco dopo Romain Grosjean chiude sulla destra Lewis Hamilton. Il francese alla partenza era molto più veloce di Hamilton e, mentre cerca di sorpassarlo, la propria ruota posteriore destra va a sovrapporsi e slittare sull'anteriore sinistra di Hamilton: quest'ultimo va a sbattere contro il guardrail mentre l'auto di Grosjean si alza dal suolo e si rovescia innescando così una carambola che coinvolge la Ferrari di Fernando Alonso, sfiorato al casco dalla vettura del francese, le due Sauber di Pérez e Kobayashi, e la Williams di Maldonado. Il giapponese e il venezuelano riescono a proseguire la corsa ma mentre il primo correrà l'intera gara nelle retrovie, il secondo si ritirerà al terzo giro a causa di una collisione con la Marussia di Timo Glock. La direzione fa entrare in pista la Safety Car, che guida il gruppo per ben 4 giri. Ad Alonso viene interrotta così una striscia di 23 gare finite a punti, iniziata nel Gran Premio d'Europa 2011, la seconda più lunga nella storia del mondiale di F1, dopo le 24 gare di Michael Schumacher, tra l'Ungheria 2001 e la Malesia 2003.
Alla ripartenza la classifica vede Jenson Button al comando, seguito da Kimi Räikkönen, Nico Hülkenberg, Paul di Resta, Michael Schumacher, Daniel Ricciardo, Jean-Éric Vergne, Bruno Senna e Mark Webber. Hülkenberg passa subito Räikkönen a Kemmel, il giro successivo è Schumacher a salire al quarto posto a spese di Resta. Faticano a risalire le Red Bull a causa della mancanza di velocità di punta; Sebastian Vettel inizia così a inventarsi sorpassi alla Bus Stop chicane passando prima Felipe Massa e poi anche il compagno di squadra Mark Webber, salendo così al nono posto.
All'undicesimo giro Schumacher passa Räikkönen, mentre di Resta è il primo a cambiare gli pneumatici. Al giro successivo si fermano il finlandese, Webber e Räikkönen, a seguire anche Hulkenberg, che perde la posizione a favore della Lotus. Al giro 16 si rischia il contatto ai box fra Heikki Kovalainen e Narain Karthikeyan. Al giro 14 Vettel ha passato anche Senna, il giro dopo ha la meglio su Vergne e sale al terzo posto non lontano da Schumacher mentre Button è in testa con 15 secondi di vantaggio. I tre sembrano intenzionati ad effettuare un’unica sosta. Il pilota della Red Bull attacca al 19º giro quello della Mercedes alla chicane: Schumacher resiste ma rientra subito ai box, tagliando la strada a Vettel. Al ventesimo giro anche Button effettua il suo cambio gomme, rimanendo primo. Vettel cambia al giro seguente. A metà gara, dietro a Button, ci sono Räikkönen, Hülkenberg, Webber e Massa, passato di nuovo da Vettel nel corso del 24º giro, ancora alla chicane.
Tra il giro 27 e il giro 29 la seconda tornata di sosta riporta Button, Vettel e Schumacher nelle prime tre posizioni. Al rientro in pista Räikkönen si trova proprio alla spalle di Schumacher. Quinto è Hülkenberg seguito da Webber e dall'unica Ferrari superstite. Räikkönen e Schumacher danno vita a una prolungata battaglia per il terzo posto: al giro 31 il finlandese passa alla chicane il tedesco che però riconquista la posizione il giro seguente in fondo a Kemmel. La Lotus paga l’assenza di velocità di punta. Al giro 34 Räikkönen conquista definitivamente il gradino più basso del podio con un sorpasso all'Eau Rouge, probabilmente favorito da un problema al cambio della Mercedes. Al giro 35 Schumacher effettua il suo secondo pit stop, scendendo in settima posizione.
Al trentaseiesimo giro Massa conquista una posizione a Webber alla staccata di Le Combe, ponendosi quinto. Più dietro, le due Toro Rosso entrano entrambe nella zona dei punti, scavalcando Bruno Senna. Non succede più nulla di rilevante e Jenson Button conquista la seconda vittoria stagionale, la quattordicesima in carriera, precedendo Sebastian Vettel e Kimi Räikkönen. Bruno Senna fa suo per la prima volta il giro più veloce ed è il primo per la Williams dal Gran Premio d'Australia 2009, ottenuto all'epoca da Nico Rosberg. Senna è il centoventiquattresimo pilota a riuscire nell'impresa in una gara valida per il mondiale.

### Risultati
I risultati del Gran Premio sono i seguenti:
| Pos | Nº | Pilota             | Costruttore          | Giri | Tempo/Ritiro             | Griglia | Punti |
| --- | -- | ------------------ | -------------------- | ---- | ------------------------ | ------- | ----- |
| 1   | 3  | Jenson Button      | McLaren-Mercedes     | 44   | 1h29'08"530              | 1       | 25    |
| 2   | 1  | Sebastian Vettel   | Red Bull-Renault     | 44   | +13"624                  | 10      | 18    |
| 3   | 9  | Kimi Räikkönen     | Lotus-Renault        | 44   | +25"334                  | 3       | 15    |
| 4   | 12 | Nico Hülkenberg    | Force India-Mercedes | 44   | +27"843                  | 11      | 12    |
| 5   | 6  | Felipe Massa       | Ferrari              | 44   | +29"845                  | 14      | 10    |
| 6   | 2  | Mark Webber        | Red Bull-Renault     | 44   | +31"244                  | 12      | 8     |
| 7   | 7  | Michael Schumacher | Mercedes             | 44   | +53"374                  | 13      | 6     |
| 8   | 17 | Jean-Éric Vergne   | STR-Ferrari          | 44   | +58"865                  | 15      | 4     |
| 9   | 16 | Daniel Ricciardo   | STR-Ferrari          | 44   | +1'02"982                | 16      | 2     |
| 10  | 11 | Paul di Resta      | Force India-Mercedes | 44   | +1'03"783                | 9       | 1     |
| 11  | 8  | Nico Rosberg       | Mercedes             | 44   | +1'05"111                | 23      |       |
| 12  | 19 | Bruno Senna        | Williams-Renault     | 44   | +1'11"529                | 17      |       |
| 13  | 14 | Kamui Kobayashi    | Sauber-Ferrari       | 44   | +1'56"119                | 2       |       |
| 14  | 21 | Vitalij Petrov     | Caterham-Renault     | 43   | +1 giro                  | 19      |       |
| 15  | 24 | Timo Glock         | Marussia-Cosworth    | 43   | +1 giro                  | 20      |       |
| 16  | 25 | Charles Pic        | Marussia-Cosworth    | 43   | +1 giro                  | 22      |       |
| 17  | 20 | Heikki Kovalainen  | Caterham-Renault     | 43   | +1 giro                  | 18      |       |
| 18  | 22 | Pedro de la Rosa   | HRT-Cosworth         | 43   | +1 giro                  | 21      |       |
| Rit | 23 | Narain Karthikeyan | HRT-Cosworth         | 29   | Ruota/incidente          | 24      |       |
| Rit | 18 | Pastor Maldonado   | Williams-Renault     | 4    | Collisione con T.Glock   | 6       |       |
| Rit | 15 | Sergio Pérez       | Sauber-Ferrari       | 0    | Collisione alla partenza | 4       |       |
| Rit | 5  | Fernando Alonso    | Ferrari              | 0    | Collisione alla partenza | 5       |       |
| Rit | 4  | Lewis Hamilton     | McLaren-Mercedes     | 0    | Collisione alla partenza | 7       |       |
| Rit | 10 | Romain Grosjean    | Lotus-Renault        | 0    | Collisione alla partenza | 8       |       |

## Classifiche mondiali

### Piloti
| Pos | Pilota             | Punti |
| --- | ------------------ | ----- |
| 1   | Fernando Alonso    | 164   |
| 2   | Sebastian Vettel   | 140   |
| 3   | Mark Webber        | 132   |
| 4   | Kimi Räikkönen     | 131   |
| 5   | Lewis Hamilton     | 117   |
| 6   | Jenson Button      | 101   |
| 7   | Nico Rosberg       | 77    |
| 8   | Romain Grosjean    | 76    |
| 9   | Sergio Pérez       | 47    |
| 10  | Michael Schumacher | 35    |
| 11  | Felipe Massa       | 35    |
| 12  | Kamui Kobayashi    | 33    |
| 13  | Nico Hülkenberg    | 31    |
| 14  | Pastor Maldonado   | 29    |
| 15  | Paul di Resta      | 28    |
| 16  | Bruno Senna        | 24    |
| 17  | Jean-Éric Vergne   | 8     |
| 18  | Daniel Ricciardo   | 4     |

### Costruttori
| Pos | Team                    | Punti |
| --- | ----------------------- | ----- |
| 1   | Red Bull Racing-Renault | 272   |
| 2   | McLaren-Mercedes        | 218   |
| 3   | Lotus-Renault           | 207   |
| 4   | Ferrari                 | 199   |
| 5   | Mercedes                | 112   |
| 6   | Sauber-Ferrari          | 80    |
| 7   | Force India-Mercedes    | 59    |
| 8   | Williams-Renault        | 53    |
| 9   | STR-Ferrari             | 12    |

## Decisioni della FIA
Al termine della gara, Romain Grosjean viene escluso dal seguente Gran Premio d'Italia in seguito all'incidente al via. Il pilota francese è anche multato di 50.000 €.
Pastor Maldonado è penalizzato di dieci posizioni sulla griglia del gran premio successivo, quello d'Italia. Il venezuelano è penalizzato di 5 posizioni per il contatto con Timo Glock, nelle prime fasi della gara, e di altre 5 per la partenza anticipata, che sarebbe stata sanzionata con un drive through durante il gran premio, se il pilota non si fosse presto ritirato.
La Caterham viene multata di 10.000 € per aver rimandato in pista Heikki Kovalainen al sopraggiungere della vettura di Narain Karthikeyan. Non sono state invece decise penalizzazioni per la Red Bull, per una manovra simile di Mark Webber su Felipe Massa, né per la manovra di Michael Schumacher effettuata su Sebastian Vettel.